# Jean-Marie Taubira
Jean-Marie Taubira (Cayenna, 15 agosto 1950) è un politico francese.

## Biografia
Ex studente dell'ACE (Association des Comptables d'Enseignement di Parigi), è diplomato in studi superiori di ragioneria (DECS). È il fratello di Christiane Taubira.

## Carriera professionale
Ha intrapreso una carriera nel settore privato, successivamente come direttore della CODEPEG SA (Coopérative de pêche de Guyane), poi nella compagnia aurifera ATENOR SARL. È stato poi direttore amministrativo e finanziario, in particolare di un gruppo di società AC: RGI SA (stampa commerciale), TRIMARG SARL (automazione d'ufficio), RCI Guyane (radio generale), poi di un ente di trasporto turistico e scuolabus. Infine, è consulente aziendale di E.Z. Agricole, nel settore dell'agricoltura e del verde.

## Carriera politica
Nel 1993 è stato membro fondatore con altri compagni di Walwari, un partito politico della Guyana di cui è stato segretario generale dal 2004 al 2008. Considerando che questo movimento non soddisfa più le sue aspettative come strumento di trasformazione della società, lo lascia e con altri compagni, creano un nuovo partito il 7 dicembre 2008 chiamato Partito Progressista della Guyana (PPG), di cui è segretario generale dal 10 dicembre 2008.
Nel 2008 è stato eletto consigliere comunale della città di Cayenna, dove siede all'opposizione.